# Gare du Club-Med Cocody
Pour les articles homonymes, voir Cocody (homonymie).
La gare du Club-Med Cocody est une gare ferroviaire française de la ligne de Ponte-Leccia à Calvi (voie unique à écartement métrique), située sur le territoire de la commune de Lumio, dans le département de la Haute-Corse et la Collectivité territoriale de Corse (CTC). 
C'est une halte des chemins de fer de la Corse (CFC) desservie par des trains « grande ligne » et « périurbain ». Arrêt facultatif (AF), il faut signaler sa présence au conducteur pour qu'il y ait un arrêt du train.

## Situation ferroviaire
Établie à 41 mètres d'altitude, la gare du Club-Med Cocody est située au point kilométrique (PK) 109,766 de la ligne de Ponte-Leccia à Calvi (voie unique à écartement métrique), entre les gares de Sant'Ambroggio (AF) et de Giorgio (AF).

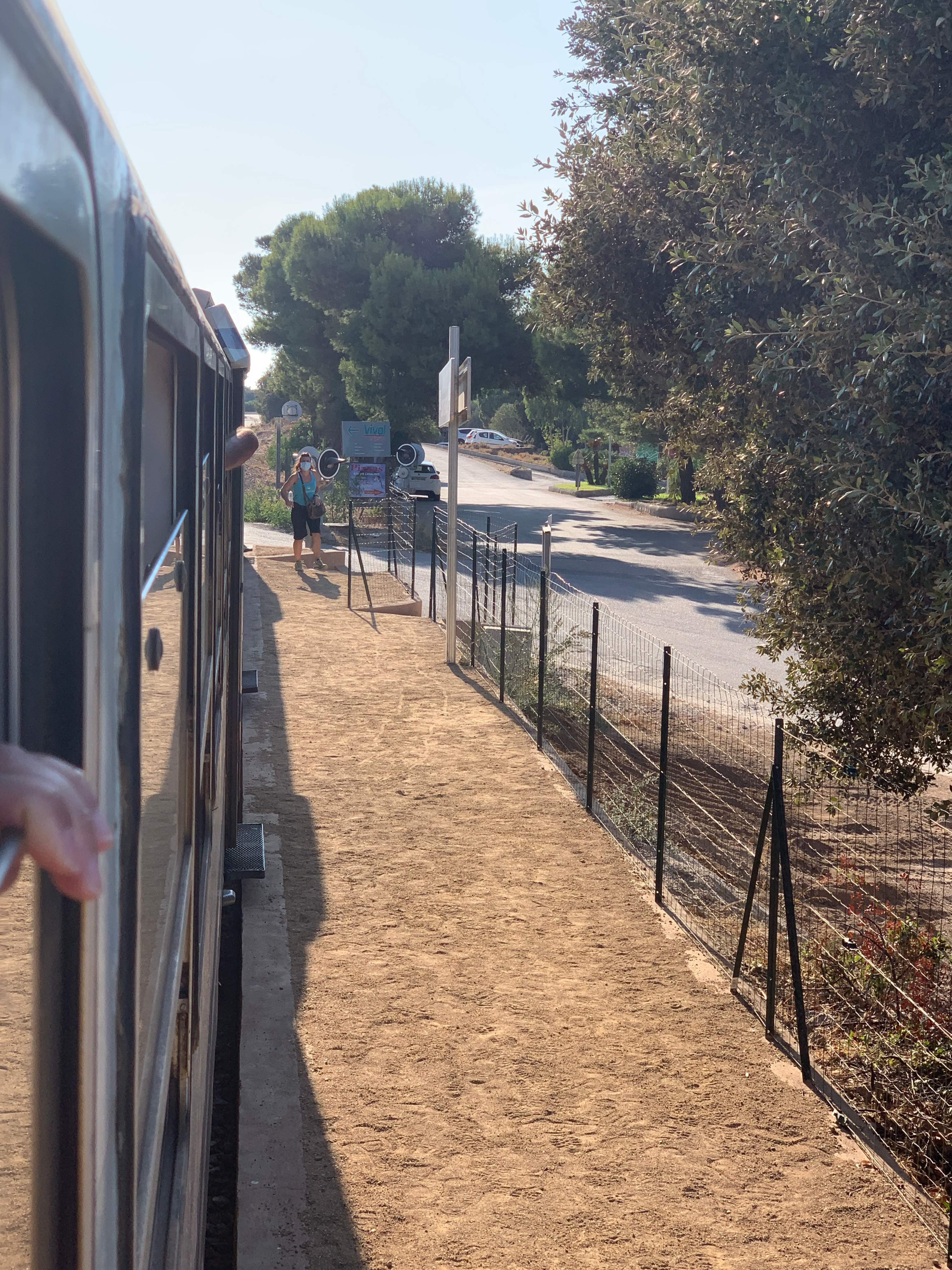
Quai de la gare en septembre 2021

Elle dispose d'un quai court.

## Service des voyageurs

### Accueil
Halte CFC, c'est un point d'arrêt non géré (PANG) à accès libre. Elle dispose d'un quai avec un abri. Arrêt facultatif (AF) : le train ne s'arrête que si la demande a été faite au conducteur.

### Desserte
Club-Med Cocody est desservie, éventuellement (AF), par des trains CFC « grande ligne » de la relation : Bastia, ou Ponte-Leccia, - Calvi. C'est également un arrêt facultatif de la « desserte suburbaine de Balagne » desservie par des trains CFC de la relation Calvi - Île-Rousse. Les horaires sont fluctuants en fonction de la saison (juillet-Août) et du hors saison (le reste de l'année).

### Intermodalité
Le stationnement des véhicules est possible à proximité.